# آندره دوتل
آندره دوتل (به فرانسوی: André Dhôtel) نویسنده و فیلم‌نامه‌نویس قرن بیستم میلادی اهل فرانسه بود.